# Богдан Планич
Богдан Планич (серб. Богдан Планић/Bogdan Planić, нар. 19 січня 1992, Ужице) — сербський футболіст, захисник еміратського клубу «Аль-Аглі» (Дубай). Виступав також за низку сербсбських і закордонних клубів. Володар Кубка Румунії. Дворазовий чемпіон Ізраїлю.

## Ігрова кар'єра
Богдан Планич народився 1992 року в місті Ужице, та є вихованцем футбольної школи клубу «Златибор» (Чаєтина). У професійному футболі дебютував 2010 року виступами за команду «Слобода» (Ужице), в якій грав до 2012 року. З 2012 до 2013 року футболіст грав у іншій команді з Ужице «Єдинство».
У 2013—2014 роках Планич грав у складі команди ОФК, а в 2014 році перейшов до іншої белградської команди «Црвена Звезда», утім у титулованому клубі не затримався, і в 2015 році повернувся до ОФК, де грав до 2016 року. У 2016—2017 році гравець захищав кольори клубу «Воєводина».
У 2017 році Богдан Планич став гравцем румунського клубу «Стяуа», у складі якого грав до 2020 року. У складі бухарестської команди серб був основним гравцем захисту команди, та став у її складі володарем Кубка Румунії.
Протягом 2020—2022 років сербський захисник грав у складі ізраїльського клубу «Маккабі» (Хайфа), в якому також був основним гравцем захисту, та став у складі команди дворазовим чемпіоном Ізраїлю.
З 2022 року Богдан Планич грає у складі еміратського клубу «Аль-Аглі» (Дубай). У складі дубайської команди в 2024 році сербський футболіст став володарем Суперкубка ОАЕ.

## Титули і досягнення
- Володар Кубка Румунії (1):

«Стяуа»: 2019–2020
- Чемпіон Ізраїлю (2):

«Маккабі» (Хайфа): 2020–2021, 2021–2022
- Володар Суперкубка ОАЕ (1):

«Шабаб Аль-Аглі»: 2024
- Чемпіон ОАЕ (1):

«Шабаб Аль-Аглі»: 2024-25
- Володар Кубка Президента ОАЕ (1):

«Шабаб Аль-Аглі»: 2024-25